# Berberis commutata
Berberis commutata är en berberisväxtart som beskrevs av August Wilhelm Eichler. Berberis commutata ingår i släktet berberisar, och familjen berberisväxter. Inga underarter finns listade i Catalogue of Life.